# Todd Mitchell
Ernest Todd Mitchell (nacido el 26 de julio de 1966 en Toledo, Ohio) es un exjugador de baloncesto estadounidense. Con 2,01 de estatura, su puesto natural en la cancha era el de alero.

## Trayectoria
- St. Francis High School
- Universidad de Purdue (1984-1988)
- Rapid City Thrillers (1988)
- Miami Heat (1988-1989)
- San Antonio Spurs (1989)
- Olympiacos BC (1989-1991)
- Cholet Basket (1990-1991)
- La Crosse Catbirds (1990-1991)
- Pallacanestro Firenze (1991-1992)
- Rockford Lightning (1992)
- Pallacanestro Marsala (1992-1993)
- Papagou (1993-1994)
- Club Baloncesto Salamanca (1995)
- Sioux Falls Skyforce (1995)
- Montpellier Paillade Basket (1995-1996)
- Bnei Herzliya (1996-1997)
- Pistoia Basket (1997)
- Strasbourg IG (1997-1998)
- Lugano Tigers (1998-1999)